# Dziewanna rdzawa
Dziewanna rdzawa (Verbascum blattaria L.) – gatunek rośliny należący do rodziny trędownikowatych. Występuje w Europie (z wyjątkiem jej północnej części), południowo-zachodniej i środkowej Azji oraz w północno-zachodniej Afryce. Przez Polskę przebiega północna granica zasięgu. Występuje na południu (jednak poza obszarami górskimi) po województwo lubelskie i dolnośląskie i dalej na północy na mocno rozproszonych stanowiskach, prawdopodobnie tylko jako gatunek zawlekany (częściej tylko wzdłuż doliny dolnej Wisły).
Roślina bywa sadzona jako ozdobna. Rosnąc na polach może zanieczyszczać plon.

## Morfologia
PokrójRoślina zielna z korzeniem pionowym, wrzecionowatym, u nasady pędu często z zaschniętymi liśćmi. Łodyga osiągająca zwykle do 120 cm, rzadko nieco więcej, obła lub nieco kanciasta, słabo rozgałęziona tylko w dolnej części kwiatostanu, z liniami zbiegającymi od nasad liści. Pęd w dole nagi, w górze z włoskami gruczołowatymi – brak włosków niegruczołowych i rozgałęzionych.
LiścieSkrętoległe, bez przylistków, liczne, dolne skupione w rozetę liściową, pozostałe na pędzie, dłuższe od międzywęźli, malejące ku górze. Osiągają od kilku (na górze) do 10–25 cm (na dole) długości. Blaszka liści w górze najszersza – stąd liście łopatkowate, odwrotnie jajowate lub odwrotnie jajowato lancetowate, u nasady z blaszką zwężającą się. Dolne i górne liście siedzące lub krótkoogonkowe, środkowe z nasadą obejmującą łodygę (liście nie zbiegające). Blaszka karbowana, na dolnych liściach wrębna do siecznej, wierzchołki klap i liścia tępawe lub zaostrzone.
KwiatyZebrane na szczycie pędu w wydłużone i luźne grono, zwłaszcza w górnej części silnie ogruczolone. Pojedyncze kwiaty wsparte są przysadkami w dole dłuższymi od szypułek i odwrotnie jajowatymi, a w górze krótszymi i lancetowatymi. Działki kielicha lancetowate, zrośnięte tylko u nasady, do 8 mm długie. Pięć płatków korony okrągławych, barwy żółtej, od wewnątrz z fioletowymi brodawkami u nasady, a od zewnątrz rdzawych. Pręciki z nitkami silnie owłosionymi, tylko dwa dłuższe na końcach są nagie i one z pylnikami zbiegającymi po nitce (pozostałe są nerkowate do kulistych i nie zbiegające po nitce). Zalążnia zwieńczona pojedynczą szyjką słupka długości 1 cm, zgrubiała na szczycie i z półkulistym znamieniem.
OwoceTorebki rozwijające się w trwałych i wydłużających się w czasie owocowania kielichach. Rozdzielają się na dwie części, jajowato kuliste, o średnicy 5–8 mm, z dzióbkiem. Nasiona długości ok. 0,8 mm, z rzędami 4–6 zagłębień na łupinie.

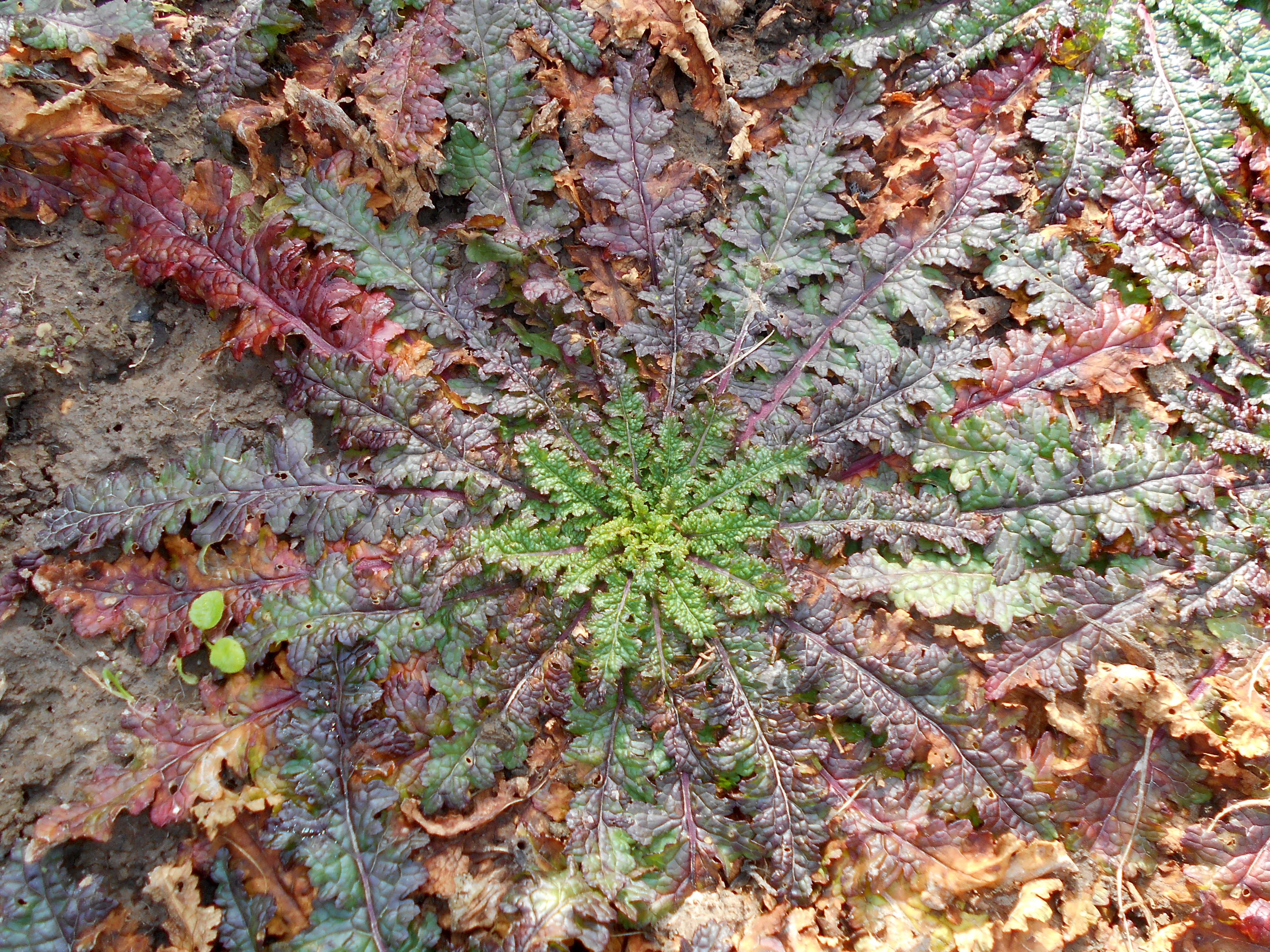
Rozeta liści odziomkowych
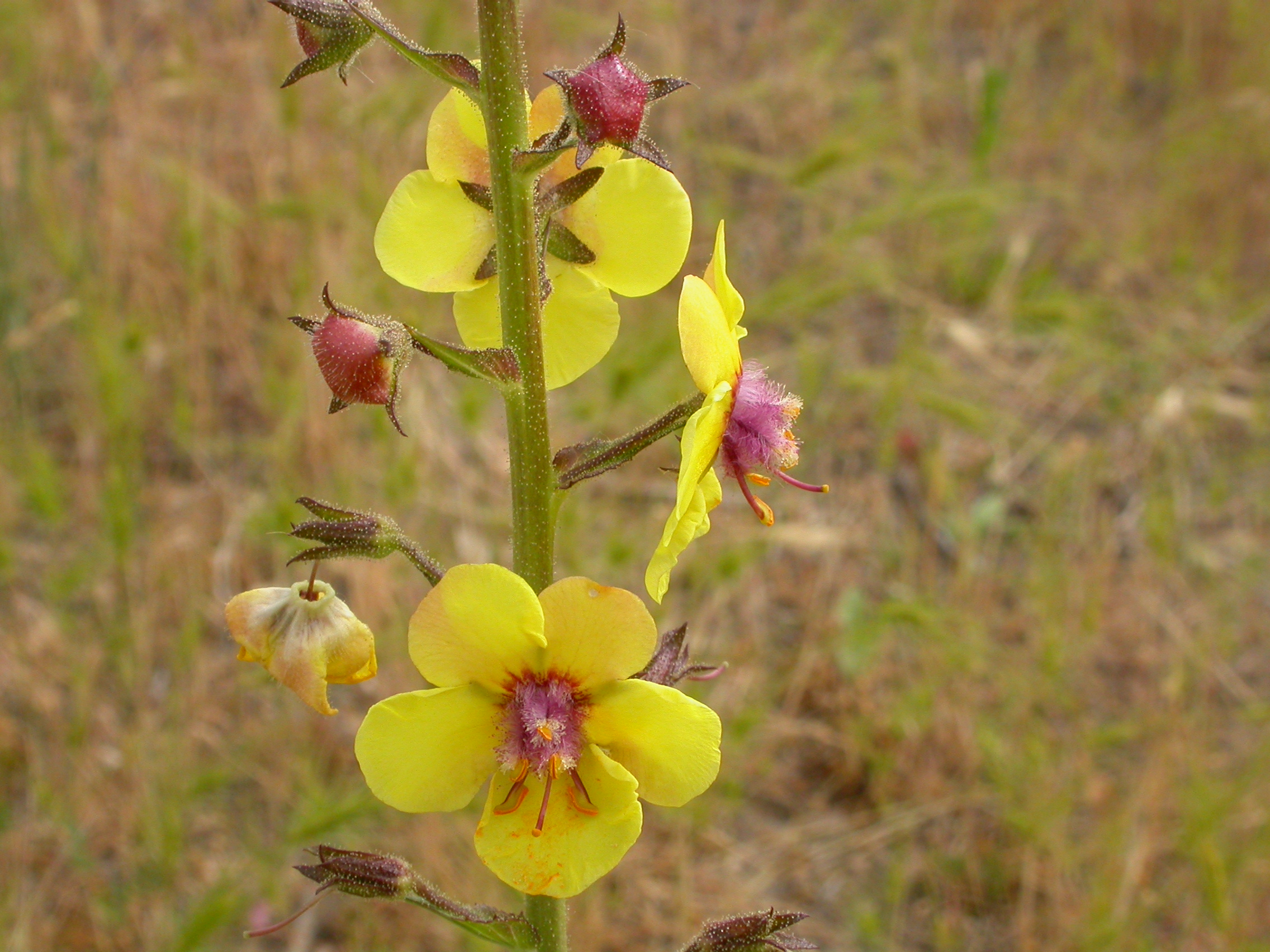
Fragment kwiatostanu
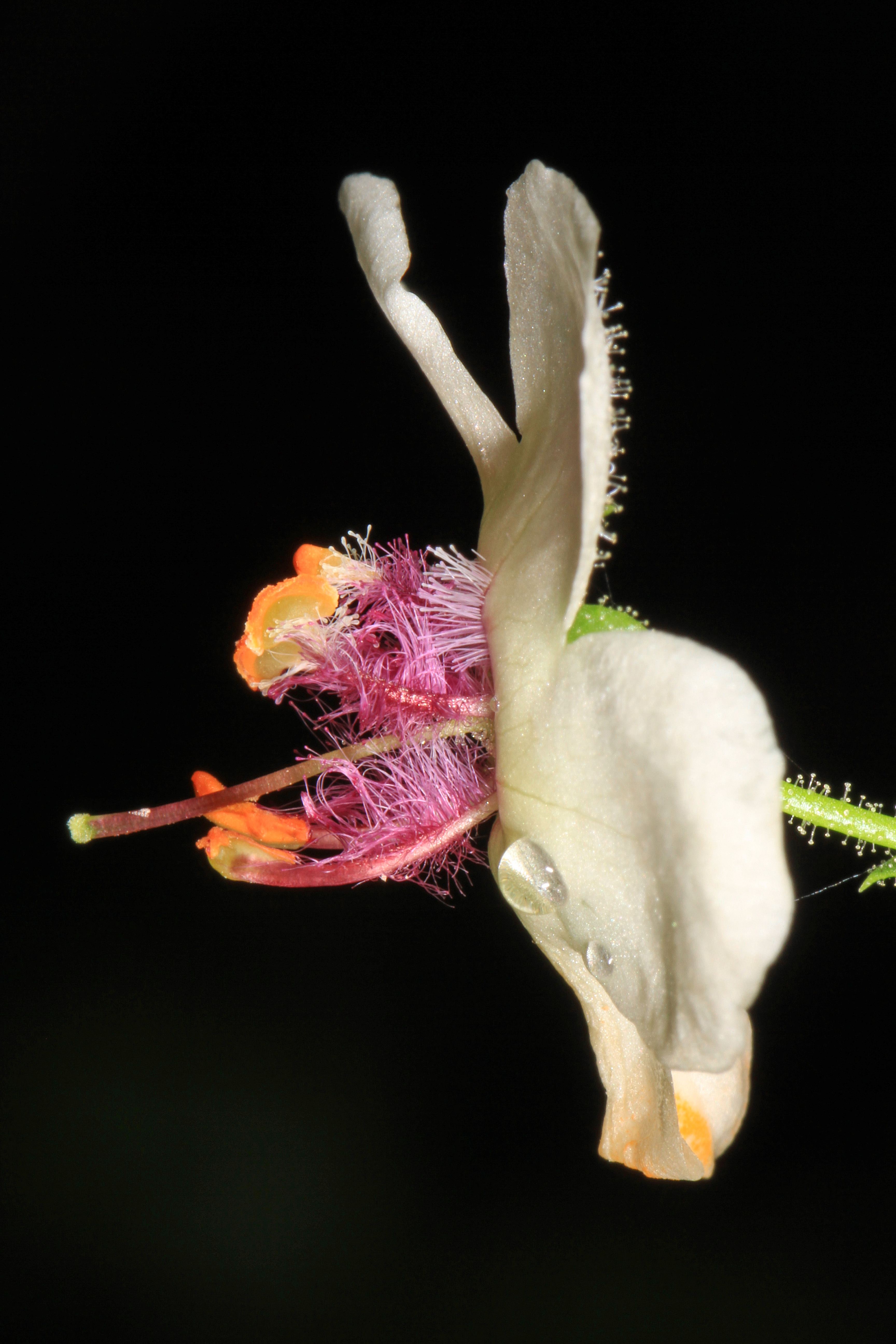
Kwiat
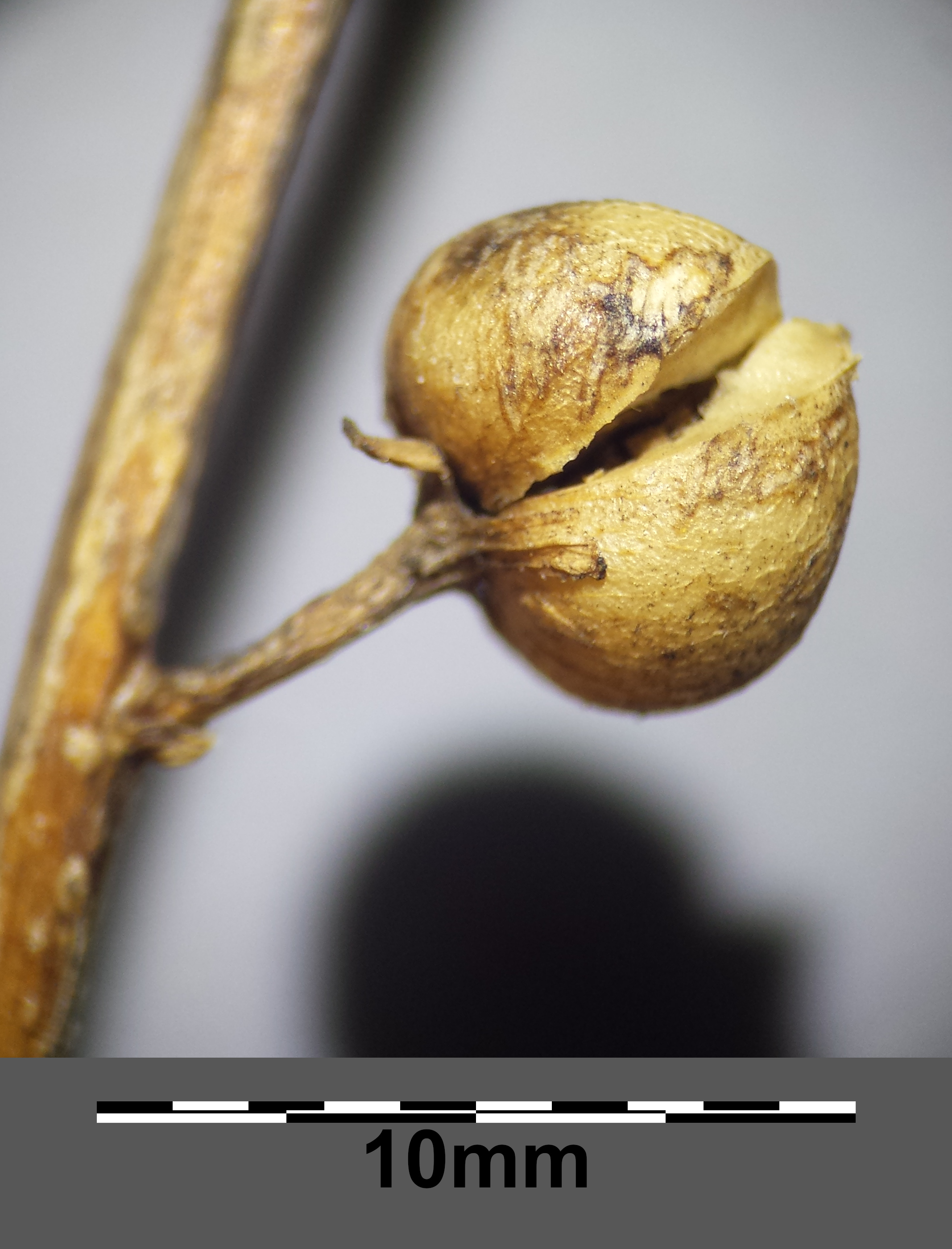
Owoc
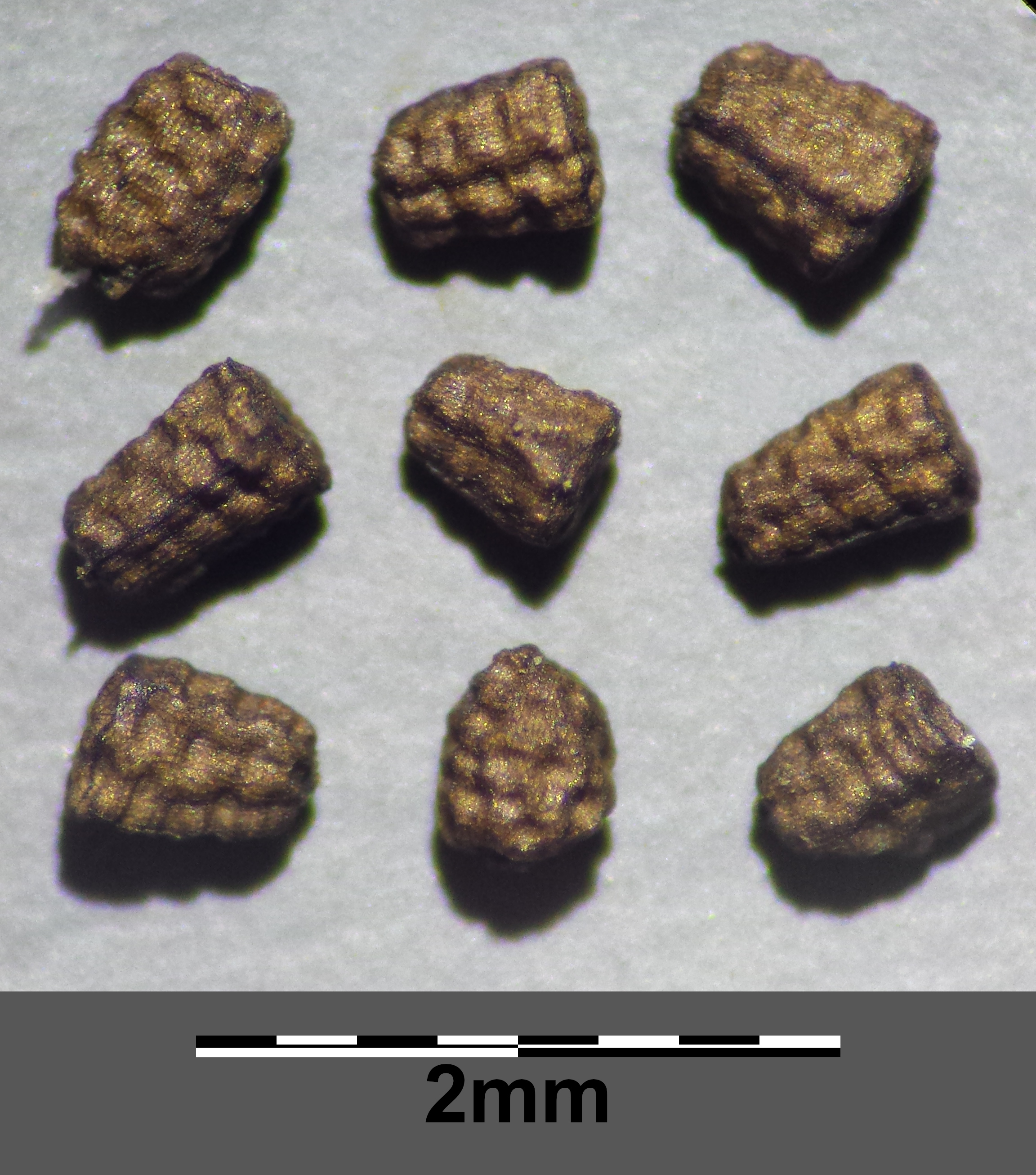
Nasiona

## Biologia i ekologia
Roślina dwuletnia, czasem też rośnie jako roczna. Kwitnie od maja do czerwca, rzadziej jeszcze w lipcu. Owoce dojrzewają w lipcu i sierpniu. Rośnie na nasłonecznionych skarpach, brzegach pól, pastwiskach i wzdłuż terenów kolejowych.